# Johann Barter
Johann Barter (auch: Barterus; * 1558 in Oldenburg; † 3. Mai 1617 in Helmstedt) war ein deutscher Rechtswissenschaftler.

## Leben
Der Sohn des gleichnamigen Rentmeisters des Hauses Delmenhorst in Friesland besuchte die Universitäten Wittenberg und Rostock. Anschließend ging er an die Universität Helmstedt, hielt Privatvorlesungen ab und wurde dort 1595 ordentlicher Professor der Institutiones Iustiniani. 1596 promovierte er und wurde Professor der Pandekten. 1610 war er Prorektor der Helmstedter Alma Mater.
Er wurde am 8. Mai in Helmstedt begraben.
Barter war verheiratet mit Anna, der Witwe des M. Hartwig Schmiedenstedt, Orator und Professor in Helmstedt, Tochter des Wittenberger Ratsherrn und Handelsmannes Hans Trips. Aus der Ehe scheinen keine Kinder hervorgegangen zu sein.

## Werke (Auswahl)
- Diss. De amplissima mandati materia. Lucius, Helmstedt 1596.
- De inofficiosi querela. Lucius, Helmstedt 1597.
- De haereditatibus, que deferuntur ab intestato. 1598
- Disputatio de svbstitvtionvm difficillima materia, ex fontibus conscripta, & examini publico in Illustri Julia subiecta. Lucius, Helmstedt 1599.
- De sequestratione. Lucius, Helmstedt 1613. (Digitalisat)

## Weblink
- Druckschriften von und über Johann Barter im VD 17.